# Fonction homographique
Pour les articles homonymes, voir homographie.
En mathématiques, plus précisément en analyse et en géométrie, une fonction homographique est une fonction qui peut être représentée sous la forme d'un quotient de deux fonctions affines. C'est donc un cas particulier de fonction rationnelle où les polynômes au numérateur et au dénominateur sont de degré un.
La fonction inverse d'une fonction homographique est également une fonction homographique.

## Définition
Dans un corps commutatif K (typiquement : R ou C), une homographie est une fonction de K dans lui-même définie par :
{\displaystyle f(x)={\frac {ax+b}{cx+d}}}
où a, b, c et d sont des éléments de K et f est non constante, c.-à-d. ad – bc est non nul.
Les fonctions homographiques avec c = 0 sont les fonctions affines non constantes. Une fonction homographique non affine est dite propre.
Une fonction homographique f détermine une bijection (de K\{–d/c} dans K\{a/c} si f est propre, de K dans K si f est affine), dont la réciproque est la fonction homographique :
{\displaystyle f^{-1}(y)=-{\frac {dy-b}{cy-a}}}.
On peut prolonger une fonction homographique f à la droite projective obtenue en ajoutant un point à l'infini ω à K, en posant f(–d/c) = ω et f(ω) = a/c si f est propre, f(ω) = ω si f est affine. La transformation obtenue est une application projective, aussi appelée « homographie », de {\displaystyle {\hat {K}}=K\cup \{\omega \}} dans lui-même.
Les fonctions homographiques définies sur {\displaystyle {\hat {K}}}, munies de la composition des applications, forment alors un groupe, dont les fonctions affines forment un sous-groupe.

### Dérivée et variations
Dans le cas réel ou complexe, sa dérivée est 
{\displaystyle f'(x)={\frac {ad-bc}{(cx+d)^{2}}}}
On reconnait alors que le numérateur est le déterminant de la matrice {\displaystyle {\begin{bmatrix}a&b\\c&d\end{bmatrix}}}
On en déduit que les variations de la fonction homographique sont les suivantes : 
- Si ad − bc est strictement négatif, alors f est strictement décroissante sur ses deux intervalles de définition ;
- Si ad − bc est strictement positif, alors f est strictement croissante sur ses deux intervalles de définition ;
- Si ad − bc est nul, alors f est constante sur ses deux intervalles de définition, égale à a/c.

### Forme canonique
Dans le cas où c est non nul, la forme canonique (aussi appelée forme réduite) d'une fonction homographique s'écrit :
{\displaystyle f(x)={\frac {\alpha }{x-\beta }}+\gamma }
où :
{\displaystyle \alpha ={\frac {bc-ad}{c^{2}}},\ \beta ={\frac {-d}{c}},\ \gamma ={\frac {a}{c}}.}
En effectuant un changement de repère dans un nouveau repère d'origine S de coordonnées {\displaystyle (\beta ,\gamma )}, l'expression de la fonction homographique devient :
{\displaystyle f(X)={\frac {\alpha }{X}}}
ce qui correspond à la fonction inverse multipliée par le scalaire {\displaystyle \alpha =(bc-ad)/c^{2}}.

### Représentation graphique

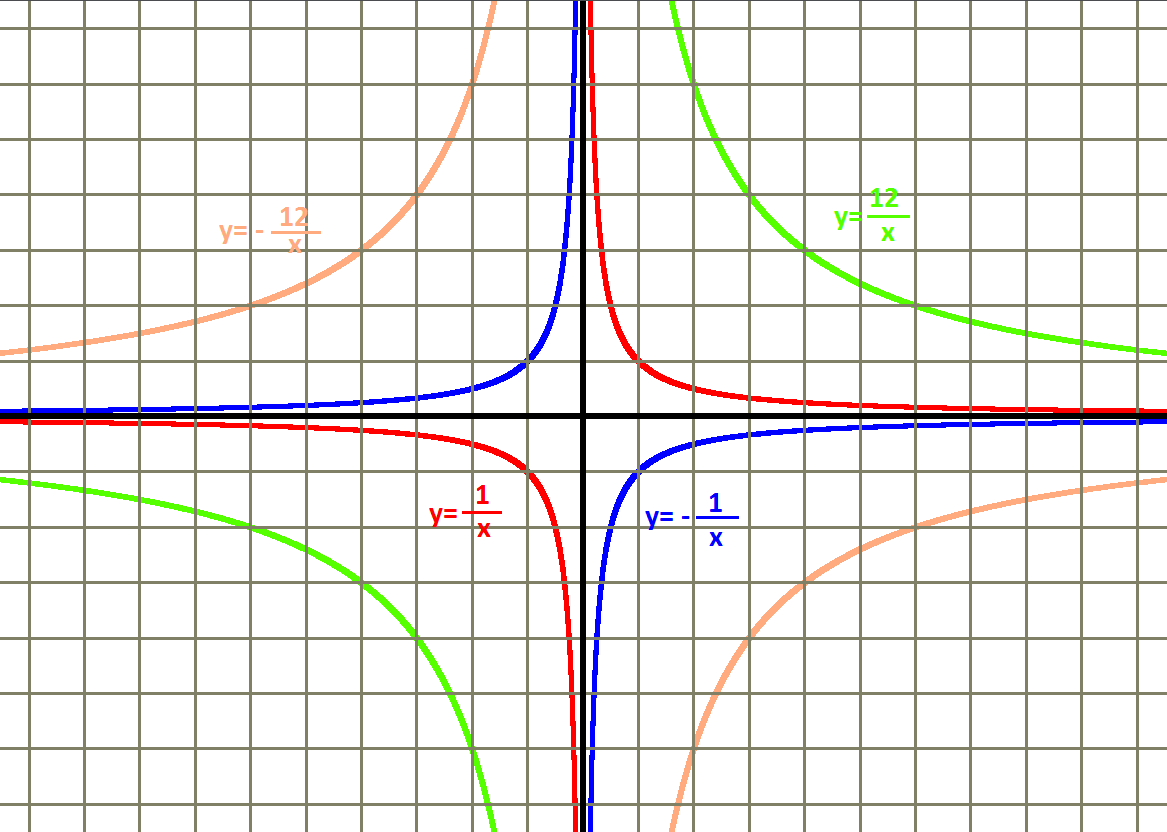
Exemples de représentation graphique de fonctions homographiques

Dans le cas où c est non nul, sa représentation graphique dans le cas réel est une hyperbole qui se déduit de l'hyperbole d'équation y = 1/x par une affinité d'axe (Ox), de direction (Oy), et de rapport {\displaystyle \alpha } suivie d'une translation de vecteur {\displaystyle {\vec {u}}={\begin{pmatrix}\beta \\\gamma \end{pmatrix}}}.
Le graphe d’une fonction homographique est une hyperbole équilatère, qui admet pour asymptotes les deux droites d’équation {\displaystyle x=\beta }   et  {\displaystyle y=\gamma } ; le point  S d’intersection des deux asymptotes est un centre de symétrie pour le graphe.

## Dans leplan complexe
À chaque fonction homographique complexe, on peut associer une fonction ponctuelle F qui, au point M d'affixe z, associe le point M' d'affixe f(z).
On peut distinguer les cas suivants
- si c = 0 alors F est une similitude directe
- si c est non nul, on peut prouver que F est la composée d'une inversion et de similitudes

Une homographie non triviale a un ou deux points fixes, car résoudre f(z) = z revient, en multipliant par le dénominateur de f, à résoudre un trinôme du second degré.
Une homographie est déterminée par les images de trois points.
La fonction F conserve le birapport de 4 points, et réciproquement toute bijection qui conserve le birapport de quatre points est une homographie.

## Propriétés géométriques des coniques
Une fonction homographique peut servir à tracer  une conique. Pour cela il suffit de prendre deux tangentes à cette conique, sur la première tangente prendre un point X de coordonnée x, de faire une transformation homographique y = f(x) avec les paramètres a, b, c et d judicieusement choisis et de placer sur la deuxième tangente le point Y de coordonnée y. La droite (XY) sera tangente à la conique, mais on ignore la position du point de contact sur cette droite. Exemple : Construction d'une parabole tangente par tangente. De même on peut tracer une conique point à point en faisant subir une fonction homographique aux coordonnées de deux faisceaux de droites. Exemple : Construction d'un cercle point par point.

## Propriétés algébriques
Les fonctions homographiques  se composent comme des matrices en coordonnées homogènes :
{\displaystyle {\rm {si}}\quad f(x)={\frac {ax+b}{cx+d}}\quad {\rm {et}}\quad g(x)={\frac {a'x+b'}{c'x+d'}}\quad {\rm {alors}}\quad f(g(x))={\frac {a''x+b''}{c''x+d''}}}
où
{\displaystyle {\begin{bmatrix}a&b\\c&d\end{bmatrix}}{\begin{bmatrix}a'&b'\\c'&d'\end{bmatrix}}={\begin{bmatrix}a''&b''\\c''&d''\end{bmatrix}}.}
Ceci montre qu'on a un morphisme de groupes surjectif, des matrices carrées de taille 2 à coefficients dans K inversibles vers l'ensemble des homographies, via l'application
{\displaystyle {\begin{bmatrix}a&b\\c&d\end{bmatrix}}\mapsto \left(z\mapsto {\frac {az+b}{cz+d}}\right),}
dont le noyau est l'ensemble des matrices telles que a = d et b = c = 0 : c'est l'ensemble des homothéties non nulles, donc le centre de GL2(K).
Par le 1er théorème d'isomorphisme, on obtient alors un isomorphisme du groupe PGL2(K) dans celui des fonctions homographiques.